# دانيال إل. ريان
دانيال إل. ريان (بالإنجليزية: Daniel L. Ryan)‏ هو كاهن كاثوليكي أمريكي، ولد في 28 سبتمبر 1930 في مانكاتو في الولايات المتحدة، وتوفي في 31 ديسمبر 2015 في نابرفيل في الولايات المتحدة.